# Florence (Mississippi)
Pour les articles homonymes, voir Florence (homonymie).
Florence est une ville américaine située dans le comté de Rankin, dans l'État du Mississippi.
Selon le recensement de 2010, Florence compte 4 141 habitants. La municipalité s'étend sur 8,07 milles carrés (20,9 km2).